# カール＝ハインツ・レーマン
カール＝ハインツ・レーマン（Karl-Heinz Lehmann  1957年1月2日- ）は、旧東ドイツのブランデンブルク州出身の柔道選手。階級は71kg級。身長169cm。

## 人物
1980年モスクワオリンピック71kg級では準決勝でイギリスのニール・アダムスに一本負けを喫するが、3位決定戦でポーランドのエドワルド・アルクスニンを有効で破って銅メダルを獲得した。1981年にはヨーロッパ選手権で優勝を飾ると、世界選手権でも3位となった。1984年ロサンゼルスオリンピックは東ドイツがボイコットしたために出場できなかったが、その実質的な対抗大会としてワルシャワで開催されたフレンドシップ・ゲームズでは3位となった。

## 主な戦績
- 1975年 - ヨーロッパジュニア　3位
- 1977年 - ハンガリー国際　3位
- 1977年 - ヨーロッパジュニア　3位
- 1978年 - ブルガリア国際　3位
- 1978年 - ハンガリー国際　3位
- 1978年 - オランダ国際　2位
- 1979年 - ブルガリア国際　3位
- 1980年 - ヨーロッパ選手権　3位
- 1980年 - モスクワオリンピック　3位
- 1981年 - フランス国際　2位
- 1981年 - チェコ国際　優勝
- 1981年 - ヨーロッパ選手権　優勝
- 1981年 - 世界選手権　3位
- 1982年 - チェコ国際　優勝
- 1982年 - ヨーロッパ選手権　2位
- 1983年 - チェコ国際　優勝
- 1983年 - ヨーロッパ選手権　3位
- 1984年 - フレンドシップ・ゲームズ　3位